# 460'erne f.Kr.
Århundreder: 6. århundrede f.Kr. – 5. århundrede f.Kr. – 4. århundrede f.Kr.
Årtier: 510'erne f.Kr. 500'erne f.Kr. 490'erne f.Kr. 480'erne f.Kr. 470'erne f.Kr. – 460'erne f.Kr. – 450'erne f.Kr. 440'erne f.Kr. 430'erne f.Kr. 420'erne f.Kr. 410'erne f.Kr.
År: 469 f.Kr. 468 f.Kr. 467 f.Kr. 466 f.Kr. 465 f.Kr. 464 f.Kr. 463 f.Kr. 462 f.Kr. 461 f.Kr. 460 f.Kr.